# Parhelophilus crococoronatus
Parhelophilus crococoronatus is een vliegensoort uit de familie van de zweefvliegen (Syrphidae). De wetenschappelijke naam van de soort is voor het eerst geldig gepubliceerd in 2000 door Reemer.